# Crucea (Costanza)
Crucea è un comune della Romania di 3 258 abitanti, ubicato nel distretto di Costanza, nella regione storica della Dobrugia.
Il comune è formato dall'unione di 6 villaggi: Băltăgești, Crișan, Crucea, Gălbiori, Siriu, Stupina.